# Aleuroclava maximus
Aleuroclava maximus es un hemíptero de la familia Aleyrodidae, con una subfamilia: Aleyrodinae. Fue descrita científicamente en 1982 por Qureshi